# Home Invasion (2012)
Home Invasion is een Amerikaanse televisiefilm uit 2012 onder regie van Doug Campbell met in de hoofdrollen Haylie Duff en Lisa Sheridan. De film werd op 17 maart 2012 uitgezonden door Lifetime.

## Verhaal
Nadat Nicole uit zelfverdediging een inbreker heeft gedood, wordt ze het doelwit van zijn wraakzuchtige vriendin Jade. Door zich aan te sluiten bij dezelfde steungroep voor slachtoffers van misdrijven, slaagt Jade erin het vertrouwen van Nicole te winnen en probeert ze geleidelijk Nicoles leven te verwoesten.

## Rolverdeling
| Acteur           | Personage       |
| ---------------- | --------------- |
| Haylie Duff      | Jade / Megan    |
| Lisa Sheridan    | Nicole          |
| Jason Brooks     | Eric            |
| C. Thomas Howell | Ray             |
| Barbara Niven    | Tricia          |
| Al Sapienza      | Detective Klein |
| Kyla Dang        | Abigail         |
| Taymour Ghazi    | Will            |
| Jason Stuart     | Maurice Lapeer  |
| Veralyn Jones    | Dr. Frazen      |
| Rosalee Mayeux   | Mattie          |
| Joe Hackett      | Scott           |
| Bill Lee Brown   | Ronald          |